# Mistrzostwa Polski w kolarstwie przełajowym 1955
Mistrzostwa Polski w kolarstwie przełajowym 1955 odbyły się w Kłodzku.

## Wyniki
- Stanisław Królak (CWKS Warszawa)[2]
- Janusz Paradowski (Start Lublin)
- Grzegorz Chwiendacz (Górnik Mysłowice)